# Остановись и гори
«Останови́сь и гори́», также «Замри́ и гори» (англ. Halt and Catch Fire) — американский драматический телесериал, созданный Кристофером Кантвеллом и Кристофером Си Роджерсом для канала AMC. Премьера первого сезона сериала, состоящего из 10 эпизодов, состоялась 1 июня 2014 года. Финальные серии вышли в эфир 14 октября 2017 года. Действие первых двух сезонов разворачивается в Далласе, а в двух финальных сезонах события происходят в Кремниевой долине. Сериал повествует о событиях вокруг быстро развивающейся компьютерной индустрии в середине 1980-х и начале 1990-х годов.

## Название
Название сериала отсылает к вымышленной инструкции машинного кода «Halt and Catch Fire» (HCF), «завешивающей» компьютер. Происходит это название из старой городской легенды: на одном компьютере 1960-х годов всё повышали и повышали быстродействие магнитной памяти, прошитой тонкими проволочками. Обычной работе повышенные токи не мешали, однако операция HLT (Halt, ожидание сигнала от внешнего устройства) была реализована как «если сигнала не было, прыгнуть на тот же адрес». Многократное чтение одной и той же ячейки приводило к перегоранию соответствующей проволочки.

## Сюжет
Телесериал рассказывает про молодую революционную компьютерную индустрию в 80-е годы XX века. Сюжет разворачивается в Далласе, штат Техас через год после того, как компания IBM представила на рынке своей инновационный продукт — IBM PC. Один из бывших сотрудников компании IBM, принявший участие в создании IBM PC, пытается создать свой компьютер, используя обратную инженерию и принципы открытой архитектуры. При этом он хочет создать нечто абсолютно новое — портативный персональный компьютер. Для этого он объединяет усилия талантливого инженера и кодера-вундеркинда. В сериале также описывается роль инноваций и новаторства в современном мире и жизнь персонажей, стоящих в авангарде развития новой компьютерной индустрии.

## В ролях

### Основной состав
- Ли Пейс в роли Джозефа «Джо» Макмиллана
- Скут Макнейри в роли Гордона Кларка
- Маккензи Дэвис в роли Кэтерин «Кэмерон» Хоу
- Керри Бише в роли Донны Кларк (Эмерсон)
- Тоби Хасс в роли Джона «Боза» Босворта

### Второстепенный состав
- Алана Кавано (1-3 сезоны) и Сюзанна Скаггс (4 сезон)  в роли Хейли Кларк
- Морган Хинкельман (1-3 сезоны) и Кэтрин Ньютон (3-4 сезоны) в роли Джоани Мэри Кларк
- Скотт Майкл Фостер в роли Ханта Уитмарша (1 сезон)
- Грэм Беккел в роли Нэйтана Кардиффа (1-2 сезоны)
- Джон Гетц в роли Сэра Джо Макмиллана (1 сезон)
- Аннетт О’Тул в роли Сьюзан Эмерсон (1-2 сезоны)
- Купер Эндрюс в роли Йо-Йо Энгберка (1-3 сезоны)
- Аугуст Эмерсон в роли Малькольма «Лева» Левитана (1-3 сезоны)
- Майк Пневски в роли Барри Шилдса (1-2 сезоны)
- Джеймс Кромвелл в роли Джейкоба Уиллера (2 сезон)
- Алекса Палладино в роли Сары Уиллер (2 сезон)
- Марк О’Брайэн в роли Тома Рэндона (2-4 сезоны)
- Маниш Дайал в роли Райана Рэя[4] (3 сезон)
- Мэттью Лиллард в роли Кена Диболда (3 сезон)
- Аннабет Гиш в роли Дианы Гоулд[5] (3-4 сезоны)
- Саша Морфоу в роли Тани Риз (4 сезон)
- Чарли Бодин в роли Трипа Кискера (4 сезон)
- Анна Кламски в роли доктора Кейти Херман[6] (4 сезон)
- Молли Эфраим в роли Алексы Вонн (4 сезон)

## Список эпизодов
Пилотная серия была показана на фестивале «South by Southwest» 8 мая 2014 года; также с 19 по 31 мая был запущен предпремьерный онлайн-показ на официальном сайте AMC и через страницу канала на сервисе Tumblr, тем самым «Остановись и гори» стал первым телесериалом, премьера которого состоялась на Tumblr. В августе 2014 года телеканал AMC официально продлил сериал на второй сезон, премьера которого состоялась 31 мая 2015, а 2 августа 2015 был показан финал сезона. 15 октября 2015 года сериал был продлен на третий сезон, премьера которого состоялась 23 августа 2016. 10 октября 2016 года сериал был продлён на четвёртый и финальный сезон из десяти эпизодов. Премьера состоялась 19 августа 2017 года, а финальные серии вышли в эфир 14 октября 2017 года.
| Сезон | Сезон | Эпизоды | Оригинальная дата показа | Оригинальная дата показа |
| Сезон | Сезон | Эпизоды | Премьера сезона          | Финал сезона             |
| ----- | ----- | ------- | ------------------------ | ------------------------ |
|       | 1     | 10      | 1 июня 2014              | 3 августа 2014           |
|       | 2     | 10      | 31 мая 2015              | 2 августа 2015           |
|       | 3     | 10      | 21 августа 2016          | 11 октября 2016          |
|       | 4     | 10      | 19 августа 2017          | 14 октября 2017          |

## Критика
Первый сезон получил в основном положительные отзывы. Согласно сайту Metacritic, его рейтинг составляет 69 баллов из 100 на основе 30 рецензий. Сайт Rotten Tomatoes присвоил первому сезону рейтинг 78 % со средней оценкой 7,3 из 10 на основе 40 рецензий с общим впечатлением, что «Остановись и гори является свежей и хорошо сыгранной драмой, очень убедительно изображающей недавнее прошлое». Обозреватель The Boston Globe Мэтью Гилберт выразил надежду на успех, написав сразу после премьеры: «Легко понять, почему интернет-аудитория хорошо приняла Остановись и гори. Имея местом действия Даллас 1983 года, в визуальном плане сериал сочетает в себе кинематографичность «Во все тяжкие» и элегантность «Безумцев», что придаёт ему уникальные черты бренда AMC». Говоря о персонажах, Гилберт отмечает: «Гордон (Скут Макнейри) — это в некотором смысле Стив Возняк для Стива Джобса в воплощении Джо (Ли Пейс). Добавьте к этому динамичную незрелую 22-летнюю девушку-кодера Кэмерон Хоу (Маккензи Дэвис)… и вы получите химическую смесь на грани взрыва».
Второй сезон также получил положительные отзывы, вместе с этим некоторые критики отметили, что сериал улучшился по сравнению с первым сезоном. На сайте Metacritic второй сезон получил рейтинг 73 из 100 на основе 8 рецензий. Rotten Tomatoes и вовсе присвоил новому сезону рейтинг 94 % со средней оценкой 8,3 из 10 на основе 17 рецензий, общей мыслью которых было: «Остановись и гори версии 2.0 получил несколько обновлений и улучшений, включая повышенное внимание к женским персонажам». Алан Сепинуолл из HitFix дал крайне положительный отзыв, используя такие слова как «потрясающий», и написал, что: «Те, кто продолжают смотреть Остановись и гори с первого сезона и те, кто только начинают смотреть сериал сейчас, когда качество значительно выросло, будут одинаково вознаграждены». Уилла Паскин из журнала Slate отметила, что «Сериал стал намного лучше, качественно другим». Обозреватель журнала Time, Джеймс Понивозик, написал, что в новом сезоне сериал стал намного лучше по многим аспектам.
Третий сезон был хорошо принят критиками. На Metacritic сезон набрал 83 балла из 100 на основе 12 рецензий, что означает «всеобщее признание». Rotten Tomatoes дал третьему сезону рейтинг 95 % со средней оценкой 8,5 из 10 на основе 19 рецензий. Общее мнение критиков гласит, что «„Остановись и гори“ находит почву под ногами благодаря оптимистичности третьего сезона, основанной на увлекательных взаимоотношениях между парой новых главных героев».
Четвёртый сезон получил благоприятные ранние отзывы. На Metacritic он набрал 92 балла из 100 возможных на основе 8 отзывов, что указывает на «всеобщее признание». По оценкам Rotten Tomatoes, сезон имеет 100 % рейтинга и оценку 9,45 из 10 согласно 16 рецензиям.

## Факты и исторические отсылки
- Прототипом для компании Cardiff Electric послужила компания Compaq, которая располагалась также в штате Техас, но в Хьюстоне. Интересно, что создали её менеджеры Texas Instruments (в сериале Донна изначально работает в TI), а на работу в Compaq перешли несколько ведущих маркетологов IBM (Джо в сериале также пришёл в Cardiff из IBM). В 1982—1983 годах компания Compaq разработала и выпустила IBM-совместимый портативный ПК Compaq Portable (Cardiff Giant в сериале). BIOS этого компьютера был скопирован у IBM PC посредством обратной разработки так же, как это показано в Halt and Catch Fire[25][26].